# 前波美拉尼亚-格赖夫斯瓦尔德县
前波美拉尼亚-格赖夫斯瓦尔德县（德語：Landkreis Vorpommern-Greifswald）是德国梅克伦堡-前波美拉尼亚州东部的县，在2011年梅克伦堡-前波美拉尼亚州的县改革中由东前波美拉尼亚县、于克-兰多县和代明县的亚尔门-图托区和佩讷河谷-勒茨区以及非县辖城市格赖夫斯瓦尔德合并而成，县治格赖夫斯瓦尔德。

## 外部連結
- 西波美拉尼亚-格赖夫斯瓦尔德县 （页面存档备份，存于）